# John Gates
Solomon Regenstreif, in arte John Gates (New York, 1913 – Miami Beach, 23 maggio 1992), è stato un giornalista e attivista statunitense.

## Biografia

### Primi anni
John Gates nacque nel 1913 a New York City, figlio di genitori ebrei polacchi.
Lasciò il college prima della laurea in modo da potersi dedicare a tempo pieno al suo attivismo politico.

### Guerra civile spagnola
Nel marzo del 1938, all'età di 24 anni, si trasferì in Spagna per combattere nella guerra civile, dove gli fu affidato l'incarico di commissario politico della Brigata Abraham Lincoln. In questa veste Gates applicò una disciplina molto rigida con i suoi soldati e più avanti ammise di essere andato anche un po' oltre i limiti.

### Carriera politica
Tornato negli USA, Gates divenne capo dei Giovani Comunisti.
La settimana dopo l'attacco giapponese a Pearl Harbor Gates fu arruolato nelle forze armate americane.
Nell'estate del 1948 Gates venne accusato di "dedicarsi ai principi del marxismo-leninismo allo scopo di sovvertire il governo mediante l'uso della forza" e venne così, nel 1949, condannato a 5 anni di carcere.
Dopo il suo rilascio nel 1955 Gates fu nominato direttore del quotidiano del partito comunista, il Daily Worker. In tale veste Gates impresse una linea editoriale spesso in contrasto con la leadership del partito, in particolare si mostrò critico nei confronti della politica di Stalin sulla soppressione armata della rivolta in Ungheria del 1956.
Intanto il Daily Worker subì delle perdite significative a causa di una perdita di fiducia nel modello comunista da parte dei lavoratori e degli intellettuali.
Di fronte al deficit il partito, il 13 gennaio 1958, smise di pubblicare il quotidiano. Nello stesso anno Gates si dimise dal partito, dichiarando che esso aveva cessato di essere una forza efficace per la democrazia, la pace e il socialismo negli Stati Uniti. Si dedicò quindi alla scrittura di un libro autobiografico, intitolato La storia di un comunista americano.

### Morte
Gates è morto il 23 maggio del 1992 a Miami Beach, Florida, all'età di 78 anni.